# アメリカン・パトロール
『アメリカン・パトロール』作品92（American Patrol Op.92）は、フランク・W・ミーチャムが1885年に作曲した行進曲である。『アメリカ巡邏兵』とも呼ばれる。

## 概要
『コロンビア・大洋の宝』『ディキシー』『ヤンキードゥードゥル』のメロディーを曲中に組み込んだ行進曲で、遠くから巡邏兵がやって来て目の前を通り、また遠くへと去っていく様子が描かれている。吹奏楽で演奏されるほか、管弦楽、ピアノ、グレン・ミラーによるジャズで演奏される場合もある。

## みんなのうた
1967年3月にはNHKの『みんなのうた』で、『ゆかいな行進』の題名で歌曲として放送。作詞は峯陽、編曲は前田憲男がそれぞれ手掛け、デューク・エイセスとシンギング・エンジェルズが歌った。
「みんなのうた発掘プロジェクト」で音声が視聴者より提供され、ラジオのみで2020年2月 - 3月に53年ぶりの再放送となる。

## その他
2014年3月15日のダイヤ改正より、ユニバーサル・スタジオ・ジャパンへの乗換駅であることにちなみ、大阪環状線西九条駅で発車メロディとして使用されている。